# Marten von Barnekow
Marten von Barnekow (Bromberg, 18 marzo 1900 – Rehau, 29 novembre 1967) è stato un cavaliere tedesco.

## Palmarès

### Olimpiadi
- Oro a Berlino 1936 nel salto ostacoli a squadre.